# Forêt nationale de Palmares
Pour les articles homonymes, voir Palmares.
La forêt nationale de Palmares (portugais : Floresta Nacional de Palmares) est une forêt nationale brésilienne. Elle se situe dans la région Nord-Est, dans l'État du Piauí.
Le parc fut créé en 2005 et couvre une superficie de 168,21 hectares.
Il s'étend sur le territoire des municipalités d'Altos et Piauí.